# نهر الأولي
نهر الأولي ينبع من جبل الباروك وجبل نيحا وفيه التقاء نبع باتر مع نبع جزين (نهر جرش) في مرج بسري. ويسمى أحيانا نهر بسري. وتعتبر بحيرة بسري على نهر الأولي -والتي تقع في واد سحيق يفصل بين جبل لبنان وجنوبه- ثاني أكبر بحيرة في لبنان بعد بحيرة القرعون وهي تغذي بالمياه بركة أنان ثم معملين لتوليد طاقة الكهربائية.
ويعرف مجرى أحد روافد نهر الأولي ب نهر الشامي قرب بلدة جون.
يصب نهر الأولي شمال مدينة صيدا قرب معبد أشمون الأثري في البحر الأبيض المتوسط مشكلاً الحد الشمالي لسهل صيدا. يبلغ طوله 45 كم ومساحة حوضه 300 كم مربع.
يمر نهر الأوّلي بمرج بسري حيث أرادت الحكومة اللبنانيّة إنشاء مشروع سد يسمّى سد بسري. يتم تمويل جزء من هذا السد من قبل البنك الدولي، والذي بدوره ألغى تمويله في أيلول/سبتمبر 2020 بسبب عدم استيفاء شروط القرض من ناحية الحماية البيئيّة، ومن الناحية الإداريّة من قبل الحكومة اللبنانيّة.

## منتزه العائلات

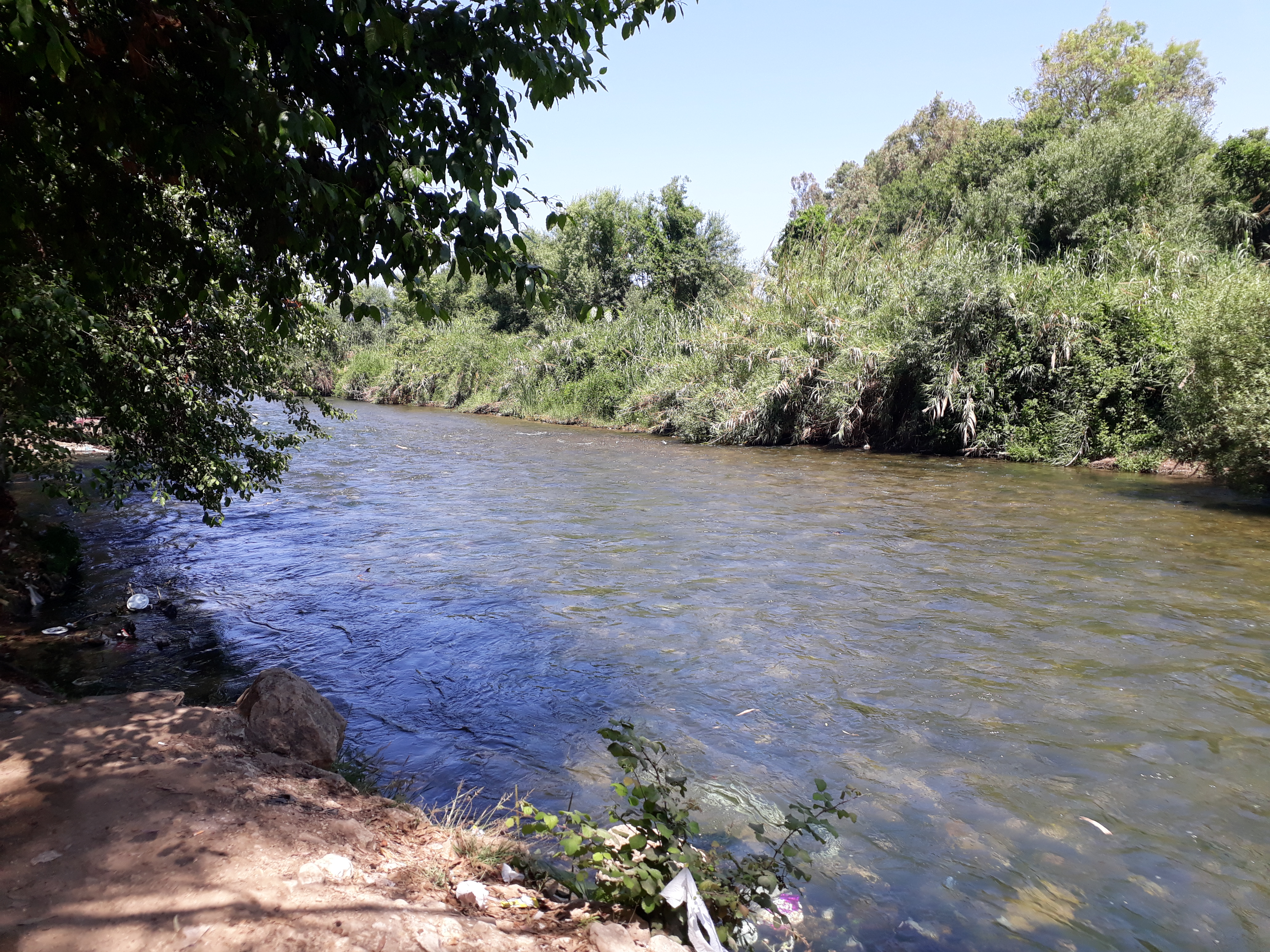
حديقة نهر الأولي العائلية

تتبدّل الأيام وتبقى الذكريات، التي طبعت في ذاكرة مدينة صيدا، وإن أضيف عليها لمسات جمالية، تجعل من سحر المكان يزداد استقطاباً للرواد من مختلف المناطق اللبنانية. نهر الأولي لا يزال المكان الأكثر شعبية ورغبة من قبل أبناء مدينة صيدا والعديد من أبناء المناطق، الذين يجدون فيه المتنفس لقضاء أجمل الأوقات دون الاضطرار إلى دفع تكلفة مرتفعة. 16 مقهى يتنافسون لتلبية رغبات الزبائن على قطعة للأرض يقدمها آل الحريري لأصحاب المقاهي بالمجان،

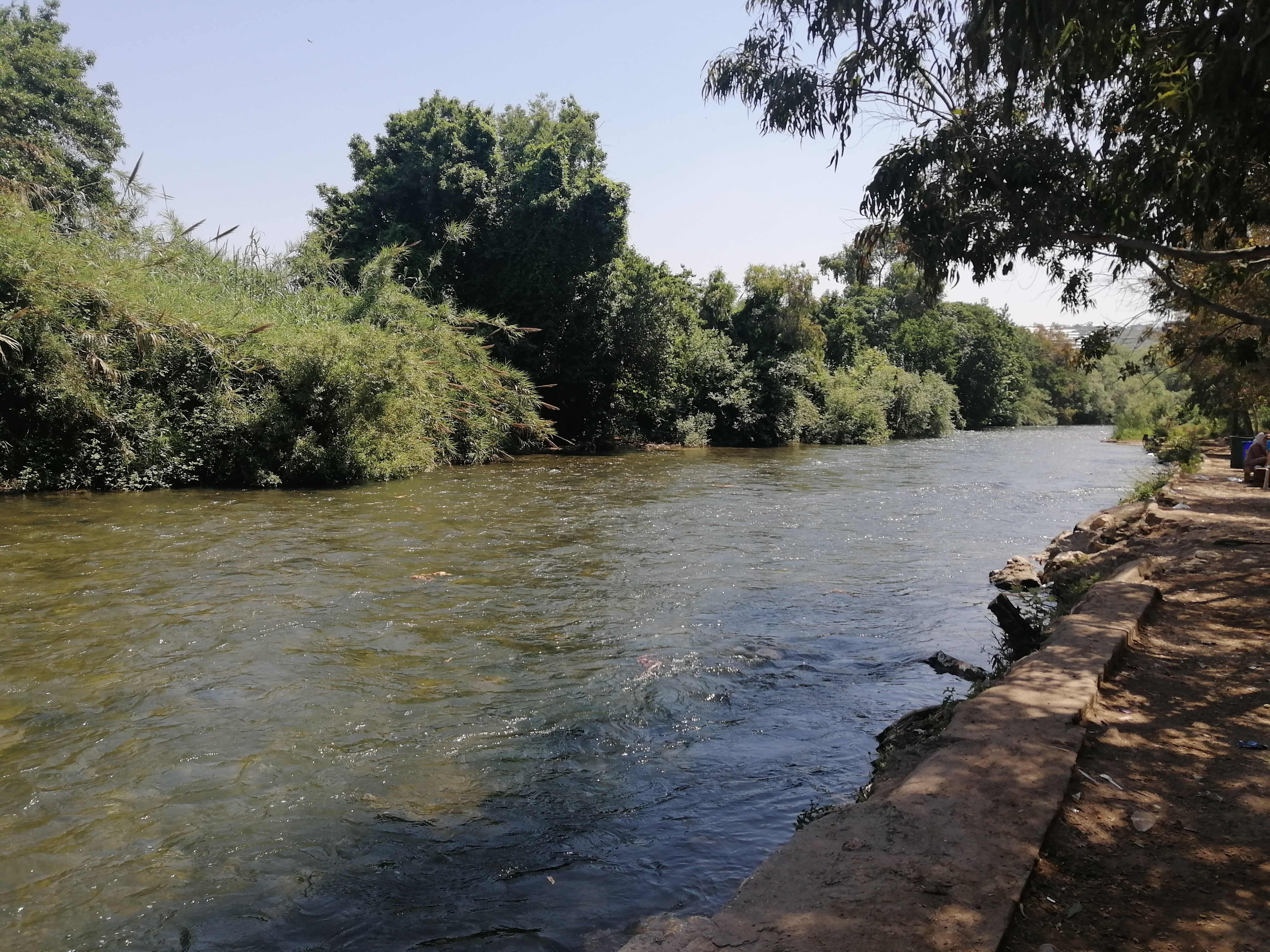
مجرى مياه نهر الأولي

كي تبقى المتنفس لأبناء المدينة وفي الوقت نفسه بهدف الحفاظ على الآداب العامة. أما الجديد فهي المقاهي العائمة فوق المياه التي ابتكر فكرتها البعض كي تلامس رغبات الزبائن بالجلوس فوق المياه مباشرة وعلى علو يحقق جمالية مزدوجة، فيما بقية المقاهي تسعى بدورها إلى التكامل ما بين الخدمات والأسعار المدروسة.

## الاستفادة من مياه النهر
يُحد نهر الأولي مدينة صيدا من الشمال ويبلغ طوله حتى مصبه 45 كلم، أما مساحة حوضه فهي 300 كلم٢ مما يسمح له بتلقي كمية هائلة من الأمطار تبلغ 343
مليون م٣ وتجري فيه المياه بلا انقطاع. وقد بدأ مشروع جرّ مياه الأولي إلى بيروت سنة 2010 لتأمين كميات إضافية من مياه الشفه لمناطق بيروت الكبرى (250 ألف م٣ يومياً لحوالي مليوني نسمة). تبدأ المرحلة الثانية بعد الانتهاء من إنشاء سد بسري ووضعه في الخدمة. ويعمل على النفق إلى الوردانية وخطوط الجر وشبكات التوزيع ومحطة معالجة المياه وإنشاء 24 خزاناً في أنحاء مختلفة. قيل أن سد بسري هو مشروع إغراق لإرث ثقافي وطبيعي ثمين في وادي بسري، وحتى بساتين بقسطا ستنقرض، وحفر آبار ببعض مناطق بيروت يكلف أقل بكثير من السد وتوابعه. ويجب إقرار مشروع لجر المياه إلى صيدا والحفاظ على حصة صيدا وجوارها من مياه نهر الأولي وخاصةً بعد أن عانت من انقطاع دائم للمياه.

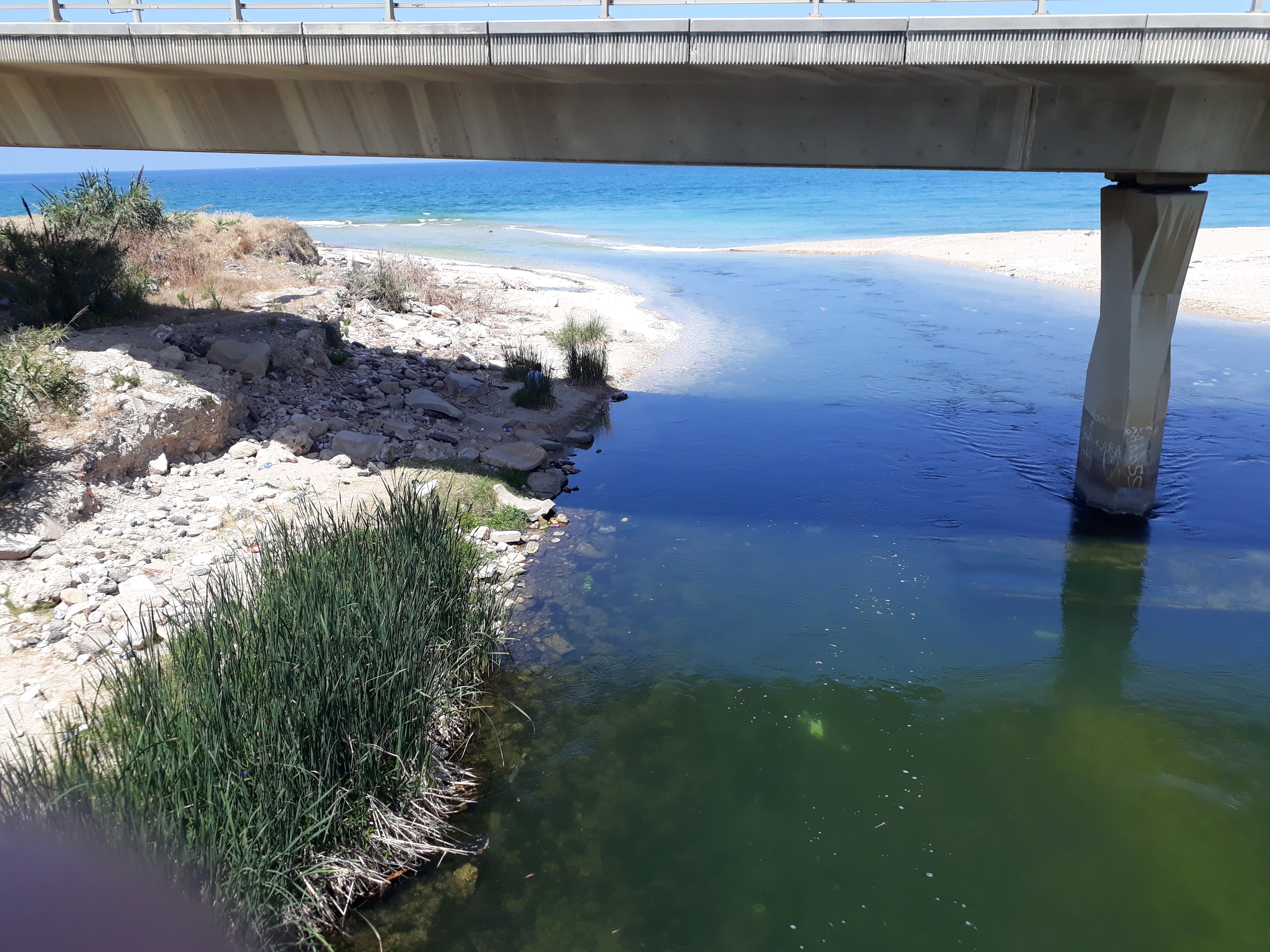
مصب مياه نهر الأولي في البحر

## مصب النهر
يصب نهر الأولي شمال مدينة صيدا قرب معبد أشمون الأثري في البحر الأبيض المتوسط مشكلاً الحد الشمالي لسهل صيدا.
حيث تم إنشاء منتزه صيدا البلدي بجوار المصب مما يسمح بوجود متنفس لأهالي المنطقة بمناظر جميلة.

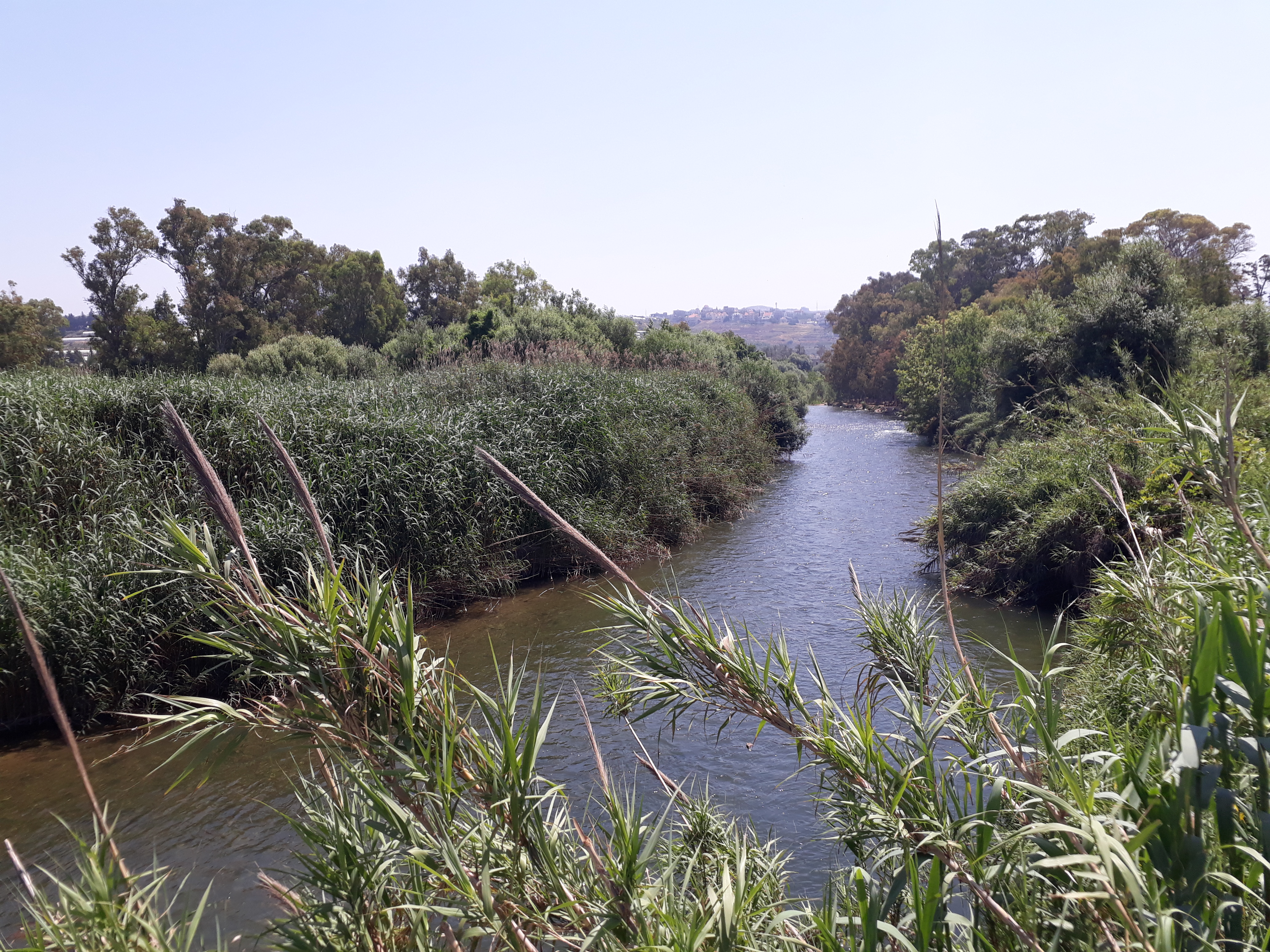
نهاية نهر الأولي حيث يمر من تحت الجسر وصولاً إلى المصب